# Yuexi
Yuexi (en chino, 岳西; pinyin, Yuèxī) es un condado  bajo la administración directa de la Prefectura Anqing en la Provincia de Anhui, República Popular China.  Su área es de 2372 km² y su población total para 2010 superó los 320 mil habitantes. 

## Administración
Desde julio de 2020, el  Condado Yuexi se divide en 24 pueblos que se administran en 14 poblados y 10  villas.